# Maccagno
Maccagno är en ort och frazione i kommunen Maccagno con Pino e Veddasca i provinsen Varese i regionen Lombardiet i Italien. 
Maccagno upphörde som kommun den 4 februari 2014 och bildade med dee tidigare kommunerna Pino sulla Sponda del Lago Maggiore och Veddasca den nya kommunen Maccagno con Pino e Veddasca. Den tidigare kommunen hade 2 028 invånare (2013).